# Akademska svoboda
Akademska svoboda je načelo akademskega delovanja, po katerem je za univerzo bistvena svoboda raziskovanja, poučevanja in študija. Akademski učitelji naj bi bili svobodni v izbiri vsebin in metod; akademska svoboda je podobna svobodi govora. 
Akademska svoboda je v praksi omejena. V ZDA na primer priporočajo previdnost pri obravnavi občutljivih tem. Raziskovalci morajo jasno povedati, da ne govorijo v imenu institucije, za katero delajo, ampak v lastnem imenu, tudi študentje so le delno svobodni v izbiri študijskega predmetnika. 
Pojmu akademske svobode je soroden pojem univerzitetne avtonomije. V prvem primeru gre za svobodo univerzitetnega profesorja, da raziskuje, objavlja in poučuje tisto, za kar je prepričan, da je potrebno in resnično (čeprav je razumevanje svobode, ki predpostavlja obstoj objektivne resnice, problematično), v drugem primeru pa gre za (relativno) neodvisnost univerze od države in gospodarstva. Svoboda univerze kot inštitucije se lahko znajde v konfliktu s svobodo njenega posameznega člana. Akademska avtonomija v praksi pomeni ingerenco univerze oz. fakultet, da same določajo predmetnik študijskih smeri, način študija, število študentov, učni jezik ipd.

## Zgodovina
Ideja akademske svobode je bila prvič jasno oblikovana kot odziv na posege totalitarne države na področju znanosti in univerze. Okrog leta 1930 so bile v Sovjetski zvezi znanstvene raziskave pod strogim političnim nadzorom. Številna raziskovalna področja so bila razglašena za "meščansko psevdoznanost" in zato prepovedana. Trend podrejanja znanosti interesom države je imel zagovornike tudi na Zahodu. 
V Preziru svobode (1940) in v Logiki svobode (1951) Michael Polanyi trdi, da je sodelovanje med znanstveniki podobno delovanju prostega trga in da je svobodno sledenje znanosti zaradi nje same pogoj za uspešno proizvodnjo znanja. Znanost je spontan red, ki nastane kot posledica odprte razprave med strokovnjaki v prizadevanju za resnico.
- Znanstveniki sodelujejo kot člani tesno povezane organizacije.
- Samokoordinacija neodvisnih pobud vodi do skupnega rezultata, ki je nenačrtovan.
- Centralno vodenje skupin nevarno zmanjšal učinkovitost njihovega delovanja.

Mnogi profesorji so pripravljeni prostovoljno žrtvovati svojo svobodo in se podrediti volji univerzitetnih voditeljev, od katerih je odvisna njihova služba. Ostane jim svoboda, ki ji Maurizio Viroli pravi "svoboda" sužnjev, katere dve najpomembnejši značilnosti sta strah in hlapčevstvo. Akademske skupnosti so nosilcem politične in ekonomske moči konkurenčne, ker producirajo znanje, usmerjajo in nadzorujejo njegovo širjenje. Kadar je to znanje za oblastnike neprijetno, lahko pride do preganjanja ali utišanja članov akademske skupnosti. Državno reguliranje raziskovanja se je v zgodovini pogosto izkazalo za pogubno; enako je nevarna lahko tudi znanost, ki jo narekuje goli ekonomski interes.

## Akademska svoboda za profesorje
Koncept akademske svobode je pravno urejen na različne načine. V ZDA je urejena s prvim amandmajem v ustavi, ki se nanaša na svobodo govora, drugod pa s posebnimi zakoni. V Franciji od univerzitetnih profesorjev in raziskovalcev pričakujejo, da so politično in versko nevtralni ter da spoštujejo načela strpnosti in objektivnosti. V Nemčiji ustava zagotavlja akademskih učiteljem, da objavljajo rezultate raziskav brez predhodne odobritve. Učni načrt v principu torej ni v skladu s konceptom akademske svobode.

## Akademska svoboda šol in univerz
V ZDA univerza sama določa, koga bo angažirala za učitelja, kaj in kako se bo poučevalo in koga bo sprejela med študente. V praksi je akademska svoboda zaščitena z univerzitetnimi pravili in predpisi, kolektivnimi pogodbami in akademskimi običaji. Koncept akademske svobode trči ob svoje meje pri vprašanju, ali na univerzo pripustiti kreacionizem ali ne. Akademsko svobodo in intelektualno različnost na ameriških univerzah skuša ohranjati Deklaracija o akademskih svoboščinah (Academic Bill of Rights, 2001).  